# Artiniaanse ring
In de abstracte algebra, een deelgebied van de wiskunde, is een Artiniaanse ring een ring die voldoet aan de aflopende ketenvoorwaarde op idealen. Ze worden ook wel Artin-ringen genoemd en zijn vernoemd naar de Oostenrijks-Amerikaanse twintigste-eeuwse wiskundige Emil Artin, die als eerste ontdekte dat de aflopende ketenvoorwaarde voor idealen gelijktijdig eindige ringen en ook ringen, die eindig-dimensionale vectorruimten over velden zijn, veralgemeent. 
Een ring is links-Artiniaans, wanneer zij voldoet aan de aflopende ketenvoorwaarde op linkeridealen, rechts-Artiniaans, wanneer zij voldoet aan de aflopende ketenvoorwaarde op rechteridealen en Artiniaans of tweezijdig-Artiniaans als de ring zowel links- als rechts-Artiniaans is. Voor commutatieve ringen en voor de twee klassen van ringen die hierboven worden genoemd vallen deze concepten samen, maar in het algemeen zijn ze verschillend. 
De stelling van Artin-Wedderburn karakteriseert alle enkelvoudige Artiniaanse ringen als de matrixringen over een delingsring. Dit betekent dat voor enkelvoudige ringen, links- en rechts-Artiniaanse ringen samenvallen. 
Door de stelling van Akizuki-Hopkins-Levitzki toe te passen is een linker (rechter) Artiniaanse ring automatisch een linker (rechter) Noetherse ring.
Hoewel de aflopende ketenvoorwaarde vergelijkbaar lijkt met de ketenvoorwaarde, is de aflopende ketenvoorwaarde in commutatieve ringen in feite sterker. Elke Artiniaanse commutatieve ring is automatisch Noethers; een directe karakterisering van Artiniaanse ringen is dat een commutatieve ring R dan en slechts dan Artiniaans is als hij Noethers is, en als R nil(R) isomorf is aan een direct product van een eindig aantal velden, waar nil(R) de nilradicaal van R is.

## Voetnoten
1. ↑   Atiyah en Macdonald, 1969, Stellingen 8.5 and 8.7